# Lyssach
Lyssach ([ˈliːsax]) ist eine politische Gemeinde im Verwaltungskreis Emmental des Schweizer Kantons Bern.

## Geographie

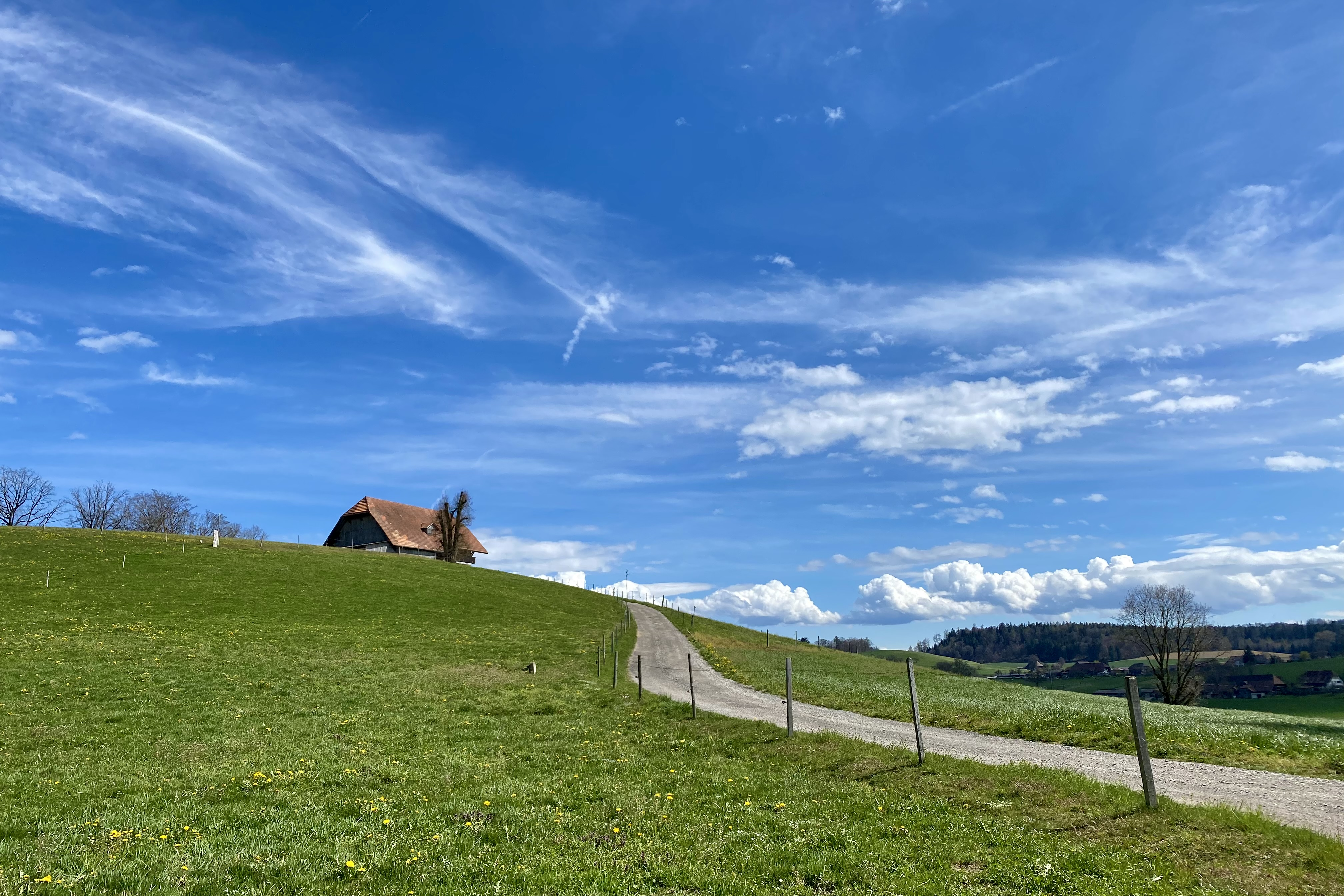
Der Lyssach-Räbberg als höchste Erhebung der Gemeinde

Lyssach liegt auf 516 m ü. M., 4 km westlich der Stadt Burgdorf (Luftlinie). Das Dorf erstreckt sich am südlichen Rand der Schwemmebene der Emme, am Eingang in das Emmental und am Fuss der Molassehügel des höheren Schweizer Mittellandes.
Die Fläche des 6,1 km² grossen Gemeindegebiets umfasst einen Abschnitt des zentralen Berner Mittellandes. Der nördliche Gemeindeteil liegt im Flachland der landwirtschaftlich intensiv genutzten Emmeebene. Im Nordosten verläuft die Grenze entlang der kanalisierten Emme. Nach Süden erstreckt sich der Gemeindeboden in die leicht gewellte Grundmoränenlandschaft, die vom eiszeitlichen Rhonegletscher geformt wurde. Hier befinden sich der ausgedehnte Birchiwald (541 m ü. M.), der Nassiwald, das Oberholz und eine moorige Niederung. Auf der Anhöhe des Räbberges wird mit 575 m ü. M. die höchste Erhebung von Lyssach erreicht. Die westliche Abgrenzung des Gemeindegebietes bilden die Verkehrsstränge der Autobahn A1 und der Neubaustrecke der Bahnlinie Bern–Olten (Bahn 2000). Von der Gemeindefläche entfielen 1997 15 % auf Siedlungen, 31 % auf Wald und Gehölze, 52 % auf Landwirtschaft, und etwas weniger als 2 % war unproduktives Land.
Zu Lyssach gehören die Siedlung Schachen (513 m ü. M.) am Mülibach in der Emmeebene am Südrand von Rüdtligen-Alchenflüh, mehrere Gewerbezonen und einige Einzelhöfe. Nachbargemeinden von Lyssach sind Kirchberg (BE), Burgdorf, Rüti bei Lyssach, Hindelbank, Kernenried, Fraubrunnen und Rüdtligen-Alchenflüh.

## Bevölkerung
Mit 1475 Einwohnern (Stand 31. Dezember 2023) gehört Lyssach zu den kleineren Gemeinden des Kantons Bern. Im Jahr 2000 waren von den Bewohnern 94,0 % deutschsprachig, 0,9 % italienischsprachig, und 0,7 % sprachen Türkisch. Die Bevölkerungszahl von Lyssach belief sich 1850 auf 528 Einwohner, 1900 auf 716 Einwohner. Im Verlauf des 20. Jahrhunderts stieg die Bevölkerungszahl bis 1970 langsam auf 974 Personen an. Besonders während der 1970er und 1980er Jahre wurden verstärkte Zuwachsraten verzeichnet.

## Politik
Gemeindepräsident ist Kilian Thomann (SVP, Stand 2025).
Die Stimmenanteile der Parteien anlässlich der Nationalratswahl 2023 betrugen: SVP 44,3 % (−2,2 %), SP 14,7 % (+2,2 %), Mitte 10,5 % (−1,9 %), glp 10,2 % (+3,3 %), GPS 7,2 % (−0,8 %), EVP 4,5 % (+1,3 %), FDP 4,1 % (−1,6 %), EDU 1,8 % (+1,1 %).

## Wirtschaft

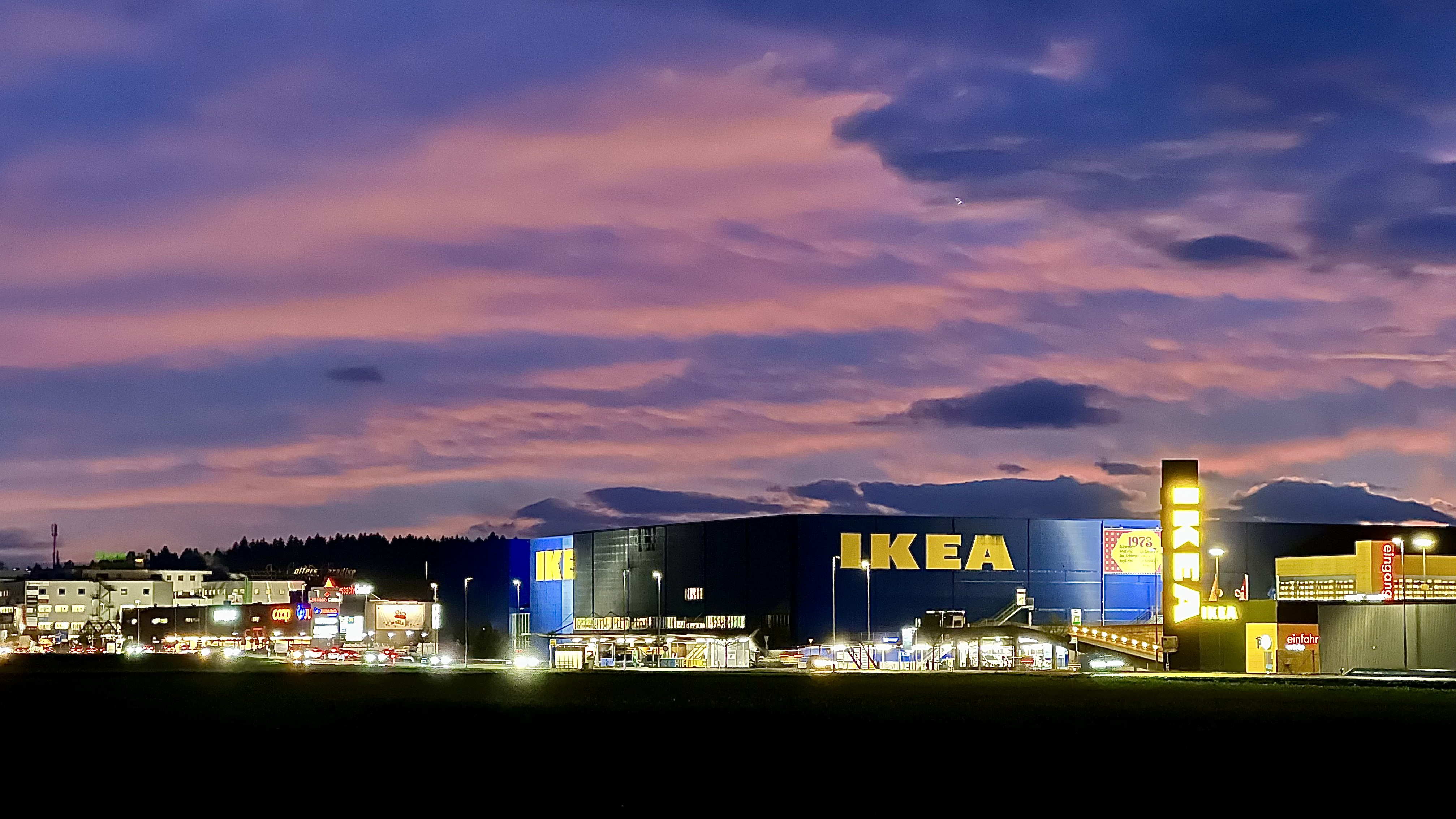
Zahlreiche Dienstleistungsgewerbe, u. a. IKEA, liessen sich an der Bernstrasse in Lyssach nieder

Lyssach war bis in die zweite Hälfte des 20. Jahrhunderts ein vorwiegend durch die Landwirtschaft geprägtes Dorf. Noch heute haben der Ackerbau⁣, einschliesslich Gemüsebau, der Obstbau und die Viehzucht⁣, einschliesslich Schottische Hochlandrinder (seit 2000), einen gewissen Stellenwert in der Erwerbsstruktur der Bevölkerung. Zahlreiche weitere Arbeitsplätze sind im lokalen Kleingewerbe und im Dienstleistungssektor vorhanden. Stand 2022 waren in Lyssach 57 Gewerbe ansässig.
Seit der Eröffnung der Autobahn A1 mit der Anschlussstelle Kirchberg entwickelten sich an der Bernstrasse, bei der Siedlung Schachen und an der Hauptstrasse von Kirchberg nach Burgdorf verschiedene Gewerbe- und Industriezonen. Hier haben sich vor allem Einkaufsgeschäfte (Möbel, Sportartikel, Schuhe, Unterhaltungsbranche), Tankstellen, ein Hotel und eine Firma für Halb- und Fertigfabrikate aus Marzipan und Mandelspezialitäten niedergelassen. Zu den weiteren kleineren Betrieben zählen Unternehmen des Baugewerbes, des Gartenbaus, Schreinereien und mechanische Werkstätten. Mit diesen Grossbetrieben weist Lyssach einen deutlichen Zupendlerüberschuss auf. Viele Erwerbstätige sind aber auch Wegpendler, die hauptsächlich in Burgdorf und in der Agglomeration Bern arbeiten.

Landwirtschaft in Lyssach
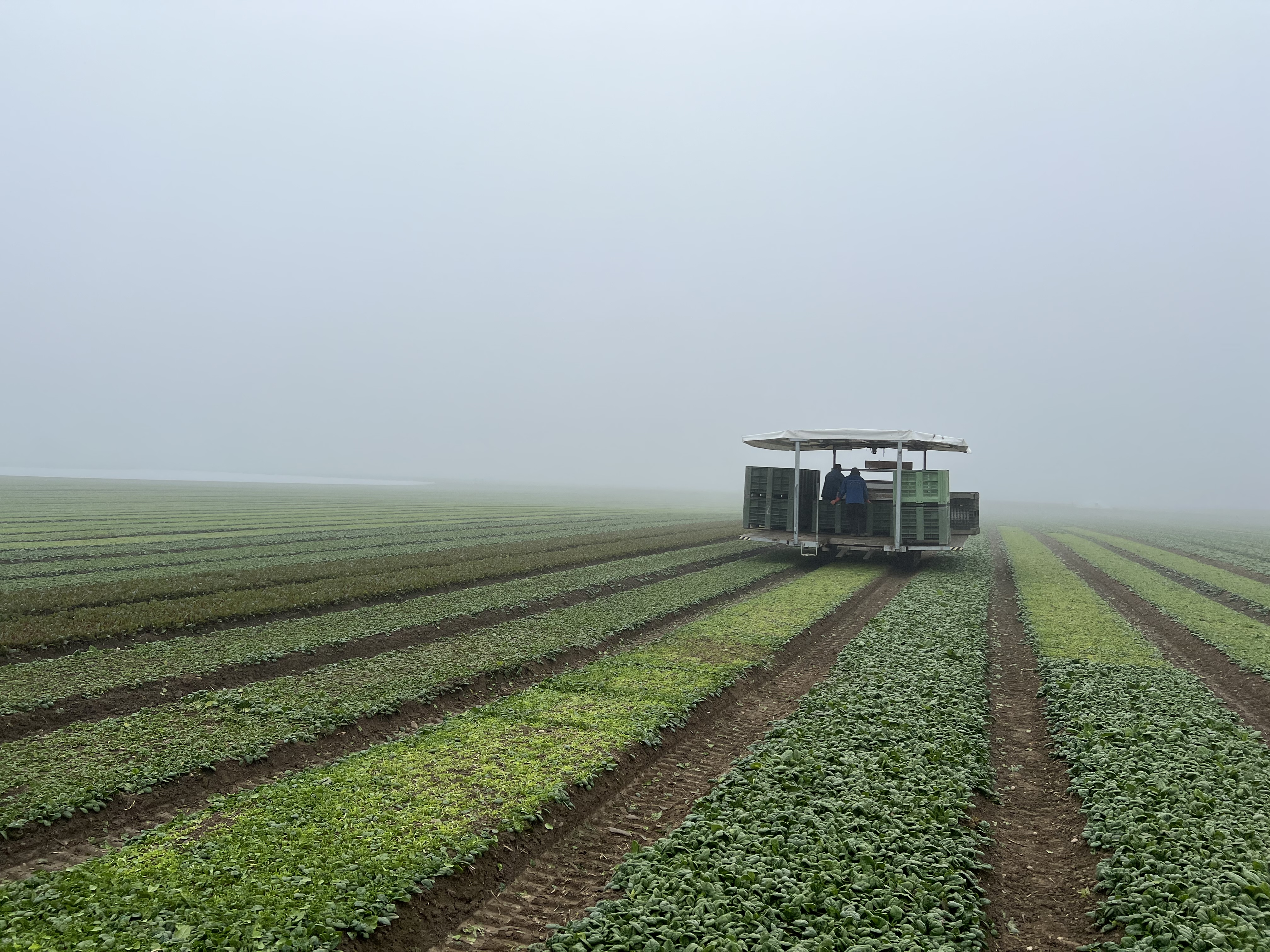
Erntemaschine für Blattspinat auf dem Brämacher
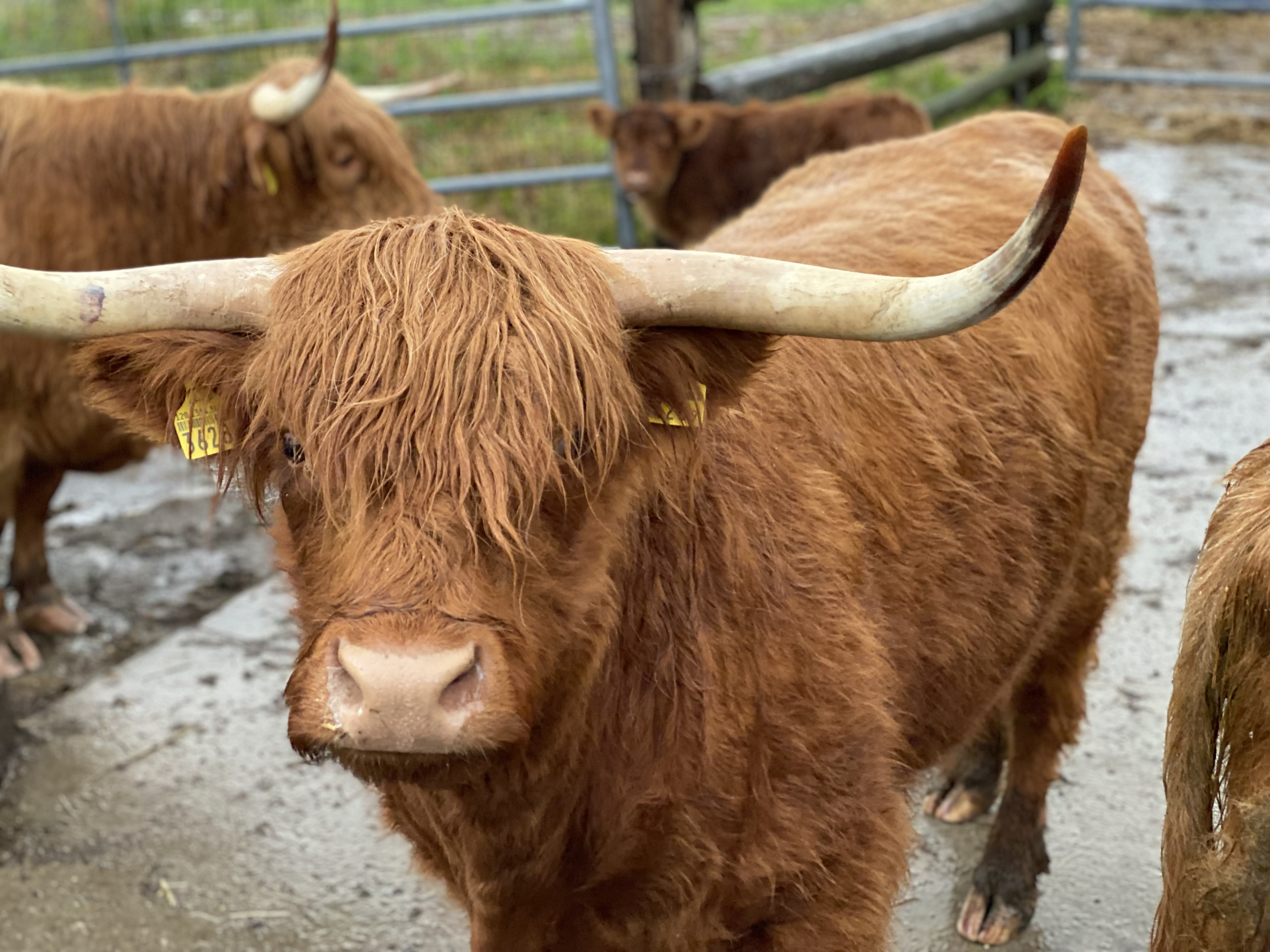
Schottisches Hochlandrind auf der Power-Farm der Familie von Balmoos
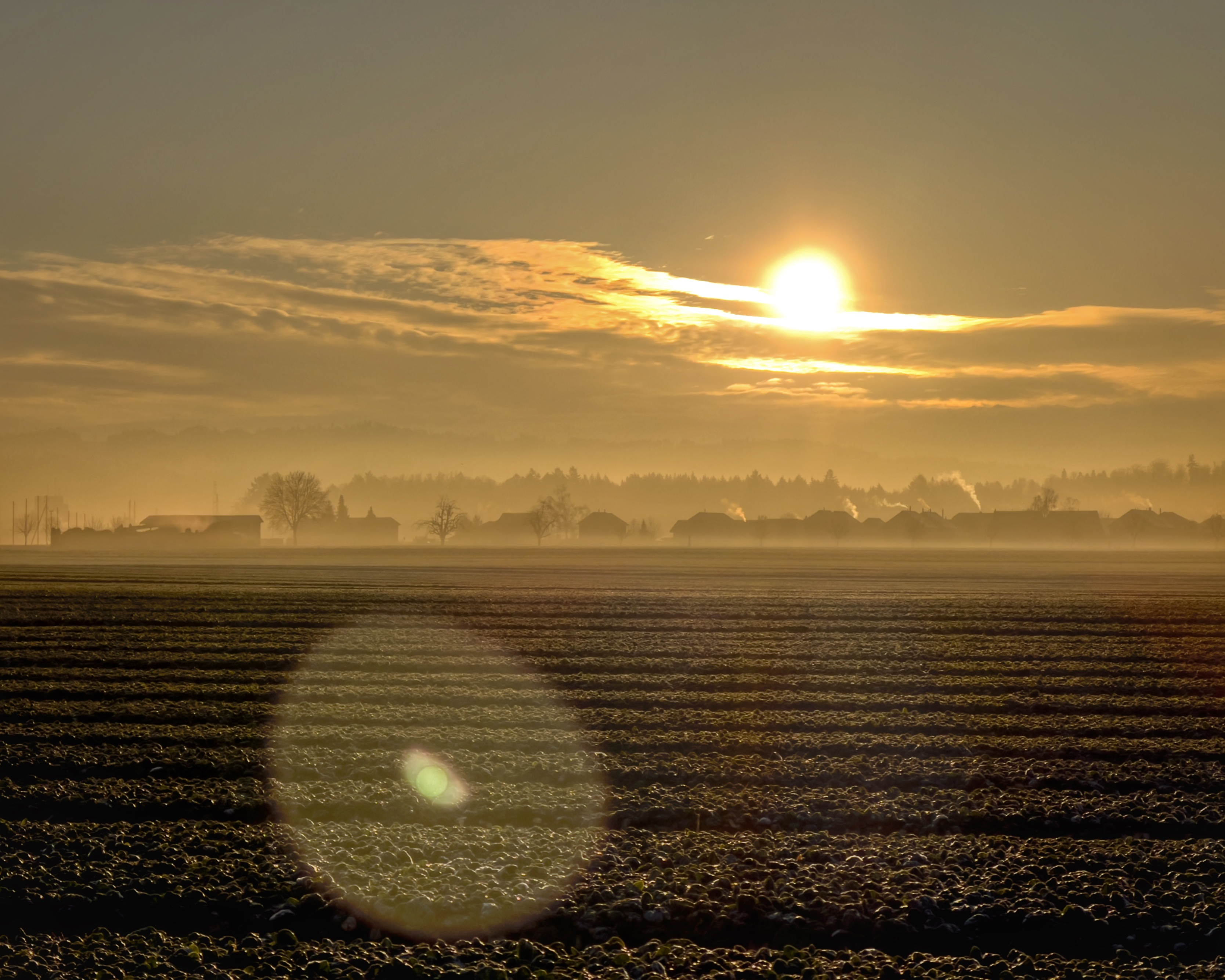
Gemüseanbau auf dem weitläufigen ebenen Grossacher mit Dorfkern im Hintergrund
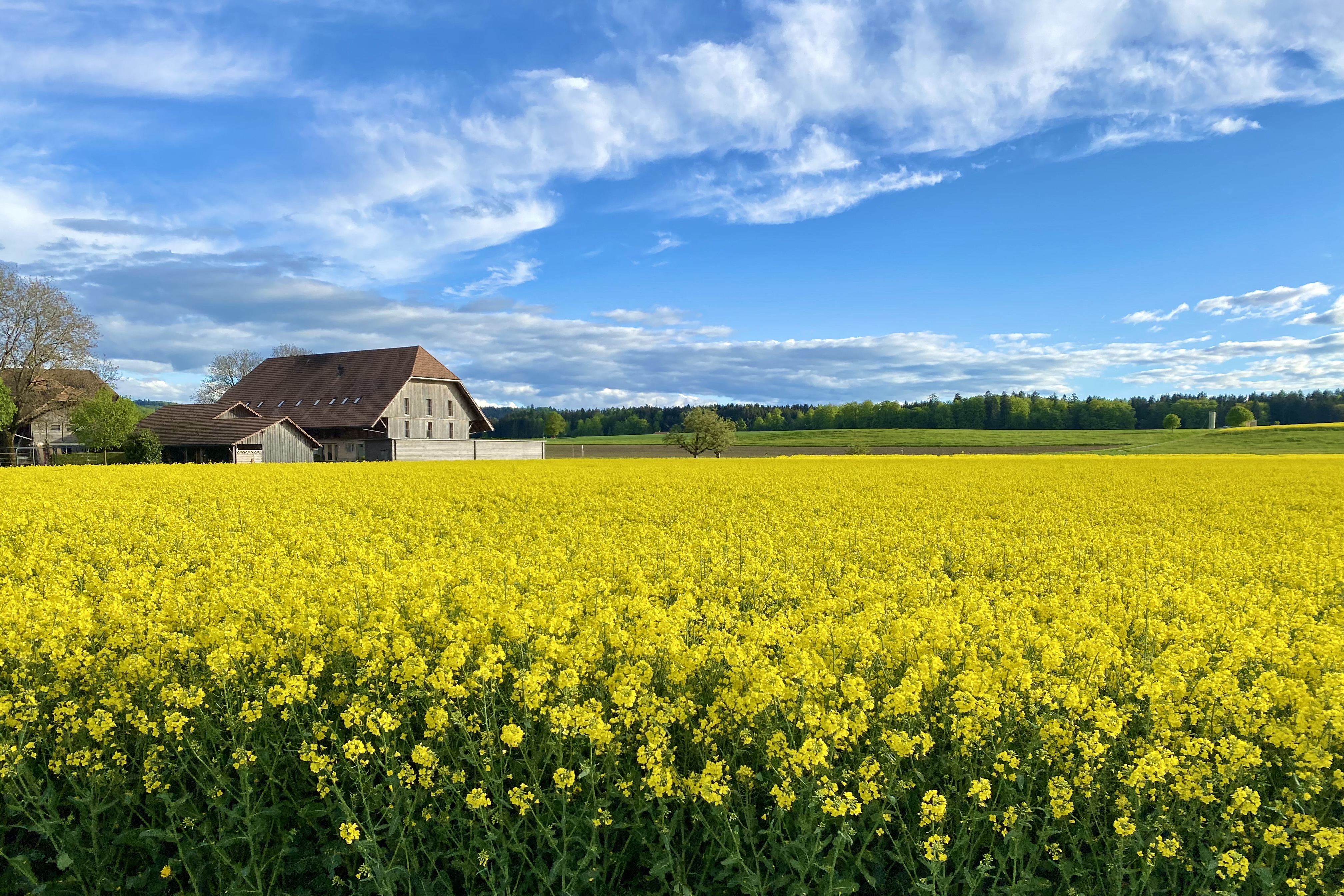
Lyssacher Rapsanbau auf dem Chappeli

Aufgrund der starken Wirtschaft ist Lyssach die finanzstärkste Gemeinde und eine der zwei einzigen Nettoeinzahler des kantonalen Finanz- und Lastenausgleichs im Verwaltungskreis Emmental (Stand 2020).

## Verkehr
Die Gemeinde ist verkehrsmässig sehr gut erschlossen. Das Dorf selbst wird nicht von Durchgangsachsen gequert. Die Hauptstrassen von Bern nach Kirchberg und von Kirchberg nach Burgdorf verlaufen westlich beziehungsweise nördlich von Lyssach. Der nächste Anschluss an die Autobahn A1 (Bern–Zürich) befindet sich rund 3 km vom Ortskern entfernt. Am 16. Juni 1857 wurde die Eisenbahnlinie von Herzogenbuchsee nach Bern mit einem Bahnhof in Lyssach in Betrieb genommen. Die nördlichen Ortsteile werden durch eine Buslinie des Regionalverkehrs Mittelland bedient, welche auf der Strecke von Burgdorf nach Fraubrunnen verkehrt.

## Geschichte

Autobahnbau im Juli 1962 (Lyssach ist linksseitig). Aufnahme von Werner Friedli aus der ETH-Bibliothek.

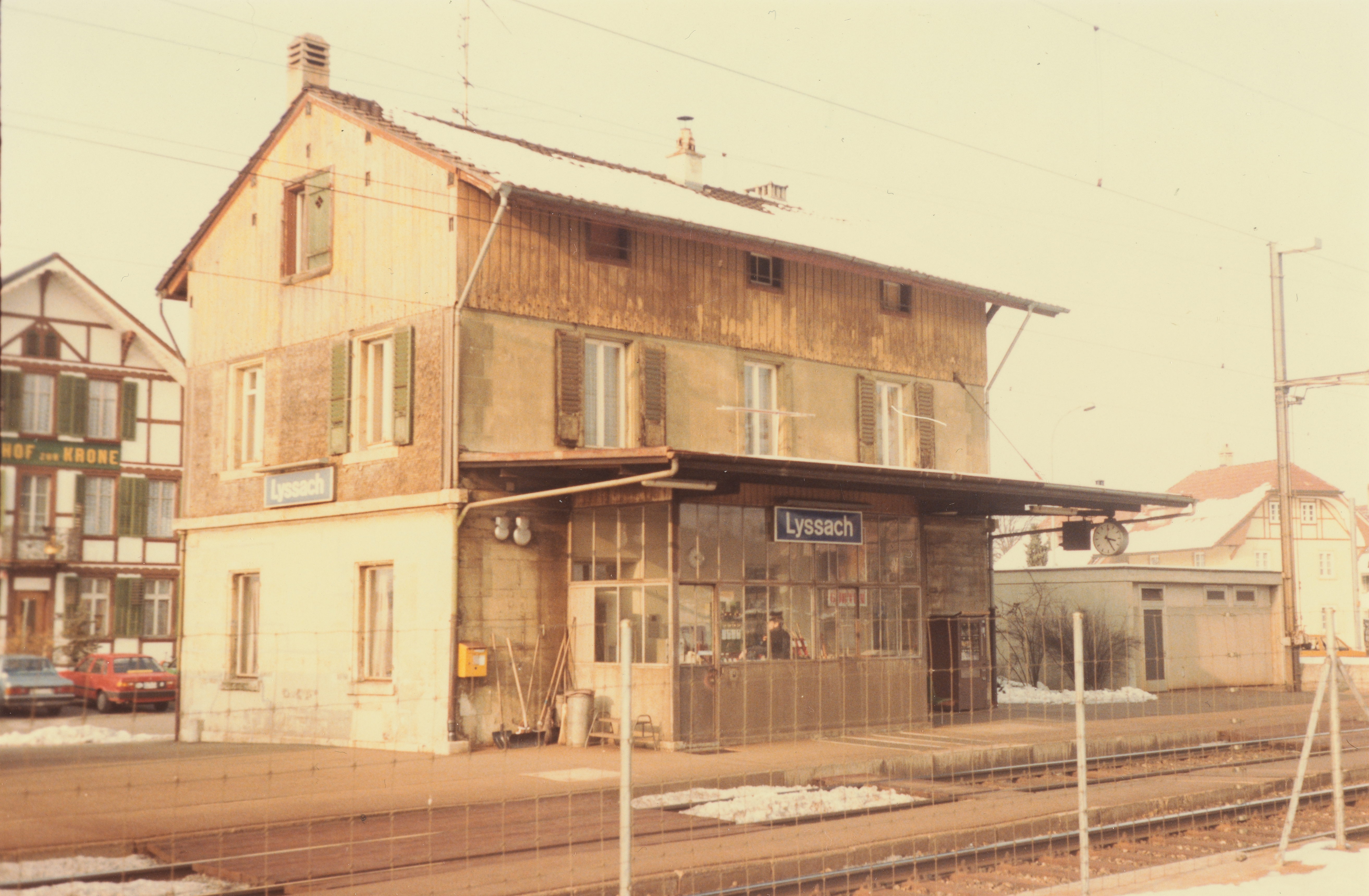
Lyssach, Stationsgebäude, Bahnseite. Archivaufnahme von 1986 der SBB.

Überreste von Gräbern aus der Hallstattzeit und Funde von römischen Münzen weisen auf eine frühe Besiedlung des Gemeindegebietes hin. Die erste urkundliche Erwähnung des Ortes erfolgte 894 unter dem Namen Lihsacho. Später erschienen die Bezeichnungen Lissacho (1255), Lissache (1275), Lissach (1315) und Lisach (1360). Der Ortsname geht auf das lateinische Lissiacum zurück, was der Bedeutung von Landgut des Lissius entspricht.
Im Mittelalter unterstand Lyssach der Oberhoheit der Grafen von Kyburg. Nachdem das Dorf unter die Herrschaft der Berner gelangt war, wurde es im 15. Jahrhundert dem Schultheissenamt Burgdorf zugeteilt. Nach dem Zusammenbruch des Ancien Régime (1798) gehörte Lyssach während der Helvetik zum Distrikt Burgdorf und ab 1803 zum Oberamt Burgdorf, das mit der neuen Kantonsverfassung von 1831 den Status eines Amtsbezirks erhielt.
Die Gemeinde baute 1775 ein eigenes Schulhaus, während der vorangehenden Jahre war das Schulhaus in Rüdtligen-Alchenflüh als Lehrstätte genutzt worden.
Landschaftliche Veränderungen fanden statt u. a. im 18. Jahrhundert mit der Entwässerung des Meiemoos (östlich des noch heute bestehenden Sumpfgebiets des Dälmoos gelegen) sowie mit diversen Baukorrektionen im 20. Jahrhundert.

## Sehenswürdigkeiten
Im alten Ortskern sind zahlreiche charakteristische Bauernhäuser im bernischen Landstil aus dem 18. und 19. Jahrhundert erhalten; das älteste 1702 erbaut. Lyssach besitzt keine eigene Kirche, die Gemeinde gehört zur Pfarrei Kirchberg. Das Dorf selbst gehört zum Inventar der schützenswerten Ortsbilder der Schweiz.

## Bilder

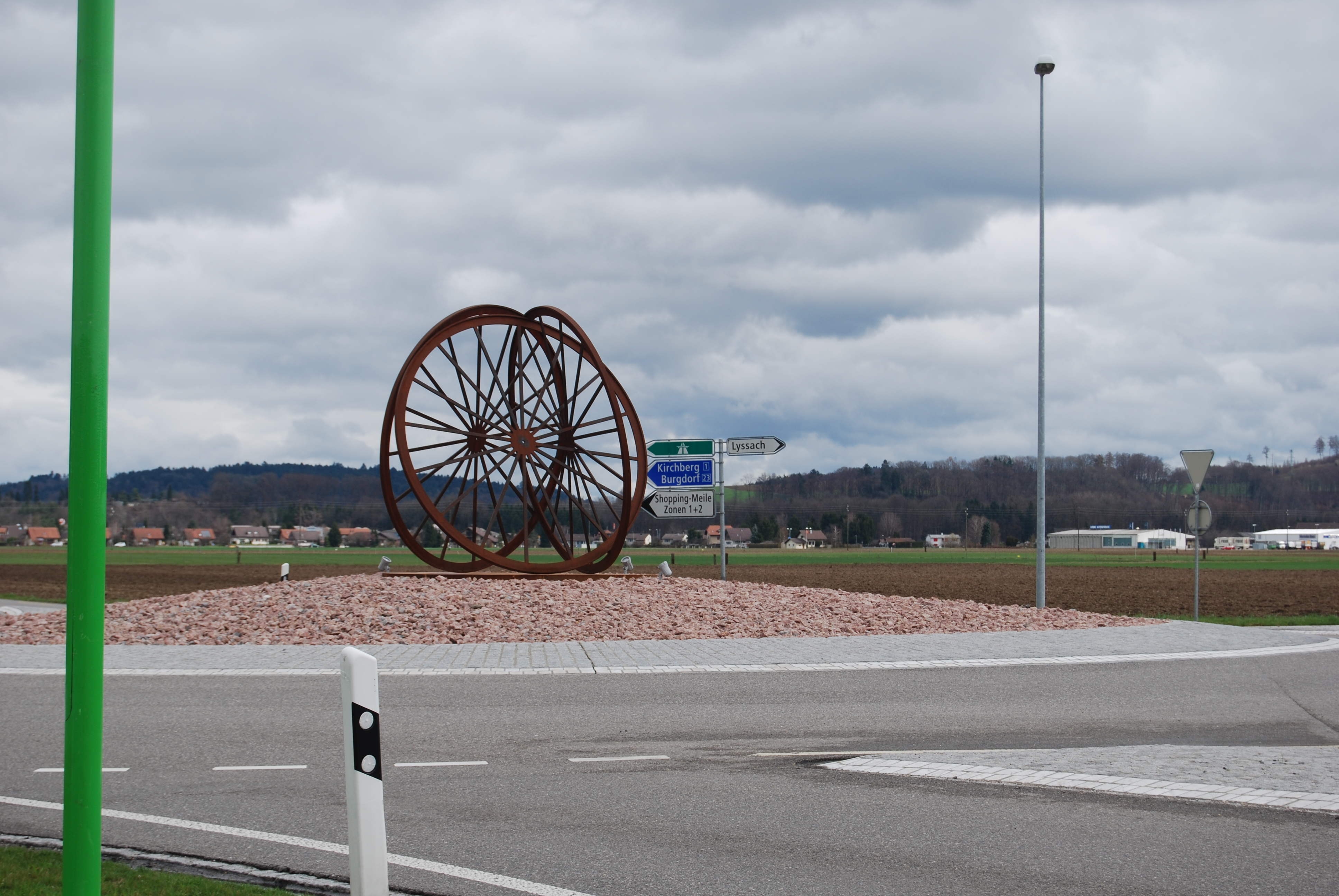
Verkehrskreisel an der Hauptstrasse 1
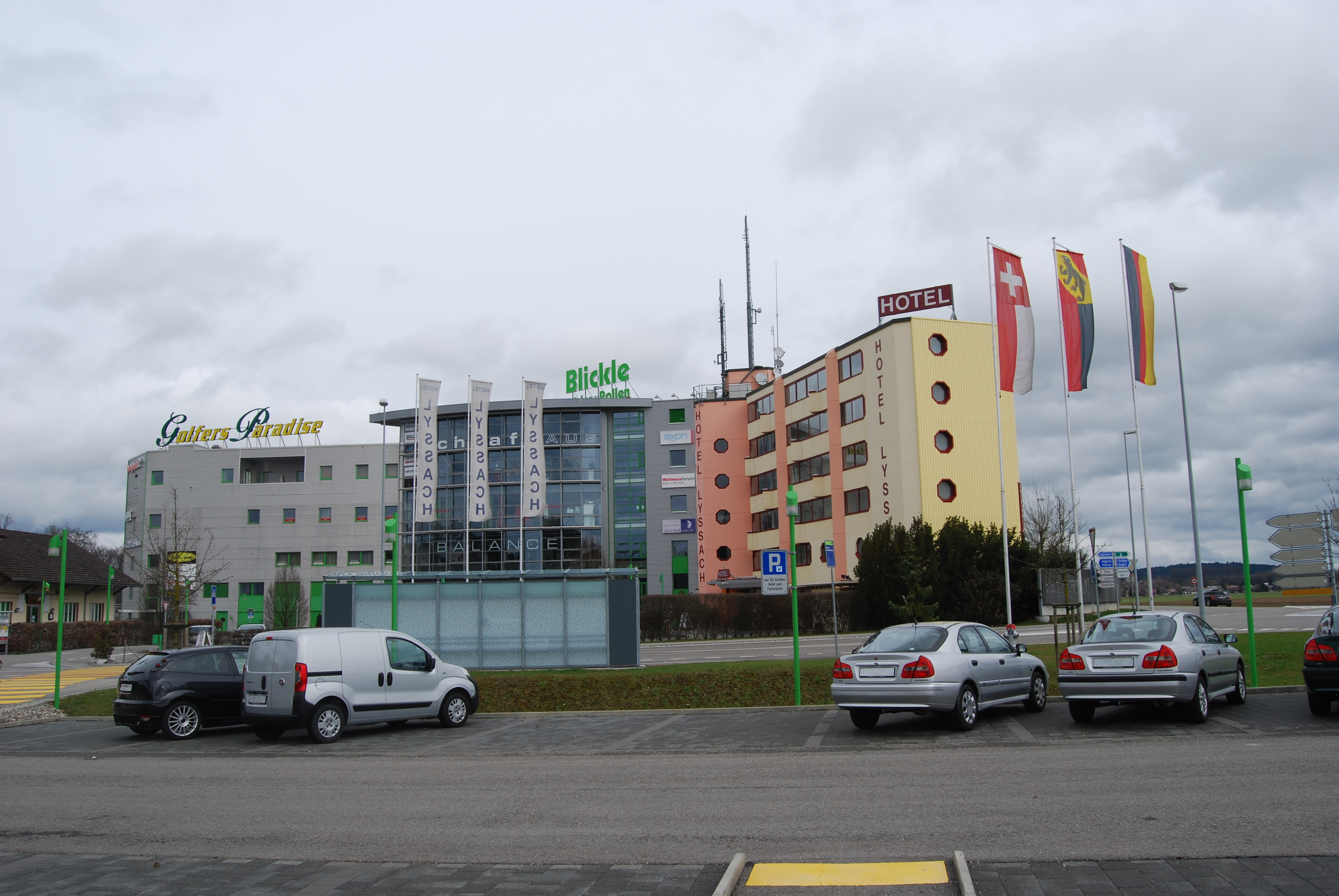
Hotel Lyssach
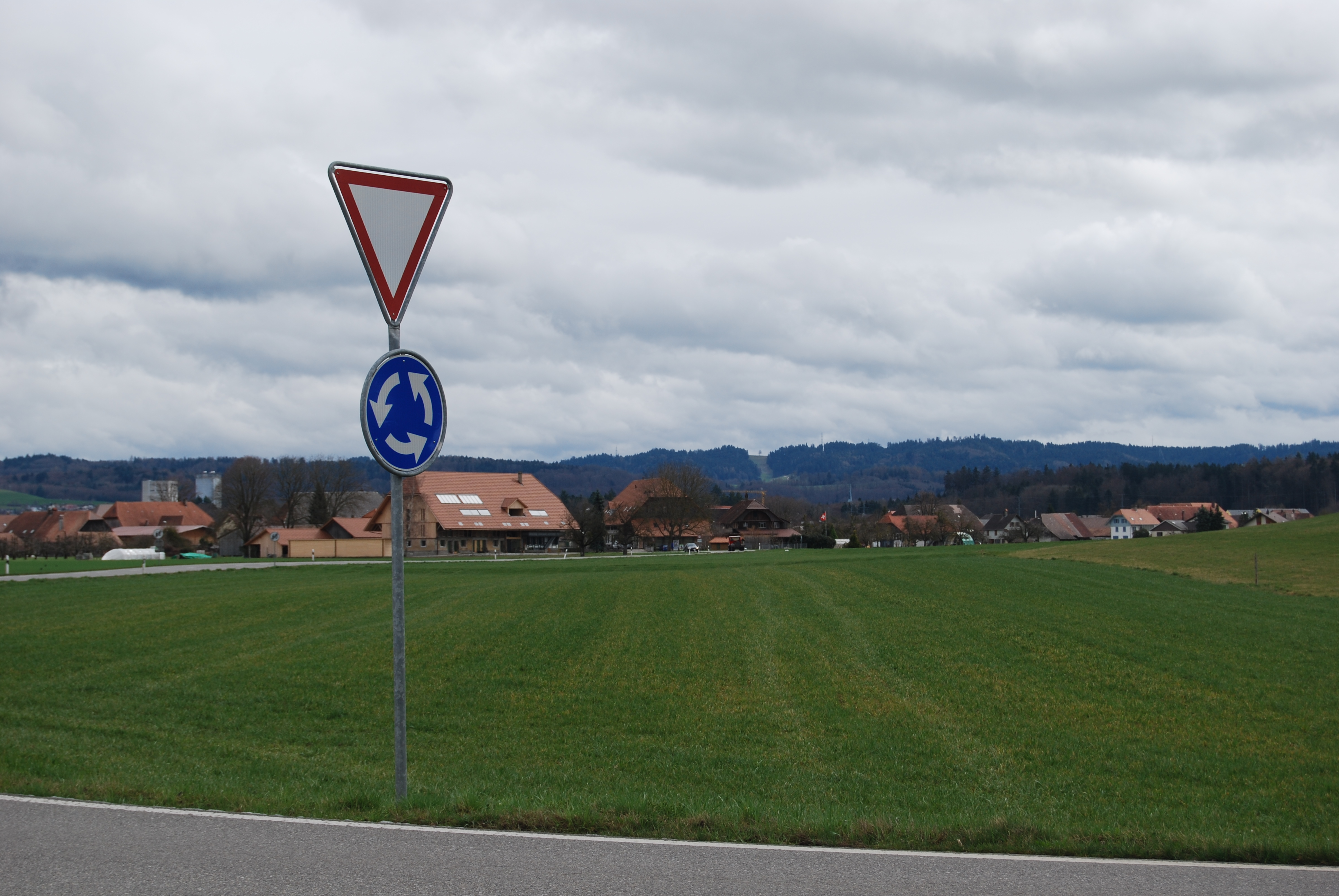
Blick auf den alten Dorfkern